# Bantrung
Bantrung is een bestuurslaag in het regentschap Jepara van de provincie Midden-Java, Indonesië. Bantrung telt 5428 inwoners (volkstelling 2010).